# モンファルコーネ
モンファルコーネ（伊: Monfalcone）は、イタリア共和国フリウリ＝ヴェネツィア・ジュリア州ゴリツィア県にある、人口約30,000人の基礎自治体（コムーネ）。
アドリア海に面した港湾・工業都市で、造船業の拠点である。周辺地域も含めたモンファルコーネ都市圏の人口は5万人に達し、県都ゴリツィアを上回る。

## 名称
標準イタリア語以外の言語では以下の名を持つ。
- ヴェネト語グラード方言 (it) : Mofalcon
- フリウリ語: Monfalcon [5]
- スロベニア語: Tržič
- ドイツ語: Falkenberg

## 地理

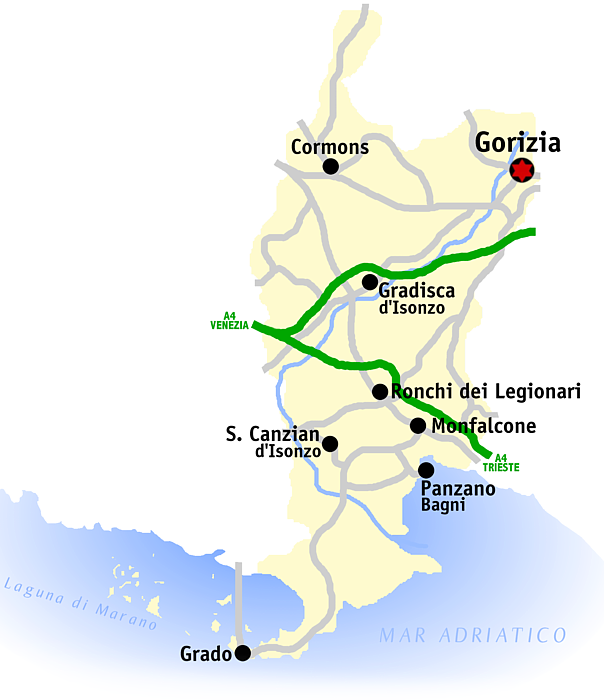
ゴリツィア県概略図

### 位置・広がり
ゴリツィア県東南部に所在するコムーネで、ビシアカリア地方 (it:Bisiacaria) の中心都市である。モンファルコーネの市街は、県都ゴリツィアの南南西約16km、州都トリエステの北西約26km、ウーディネの南東約38km、ヴェネツィアの東北東約103kmに位置する。
市域南東部はトリエステ県と接する。

#### 隣接コムーネ
隣接するコムーネは以下の通り。括弧内のTSはトリエステ県所属を示す。
| - ドベルド・デル・ラーゴ - 北 - ドゥイーノ＝アウリジーナ (TS) - 南東 - スタランツァーノ - 西 - ロンキ・デイ・レジョナーリ - 北西 |

### 地勢・地形
アドリア海最奥部、ヴェネツィア湾の北東部に面した沿岸に位置する。地勢は平坦であるが、市域北東部にカルソ台地が迫る。
モンファルコーネの海は、地中海の最北端にあたる。とくに入り江はリド・ディ・パンツァーノ（ (it:Lido di Panzano) ）と呼ばれ、パンツァーノ・バーニ（Panzano Bagni）という島がある。

### 気候分類・地震分類
モンファルコーネにおけるイタリアの気候分類 (it) および度日は、zona E, 2213 GGである。
また、イタリアの地震リスク階級 (it) では、zona 3 (sismicità bassa) に分類される。

### おもな都市・集落
モンファルコーネ（Monfalcone）の市街地はカルスト台地とアドリア海の間の平野部に広がっており、港を中心に発展している。スタランツァーノやロンキ・デイ・レジョナーリとは市街地が連坦している。
海に面してパンツァーノ（Panzano）やマリーナ・ジュリア（Marina Julia）などの地区・集落がある。

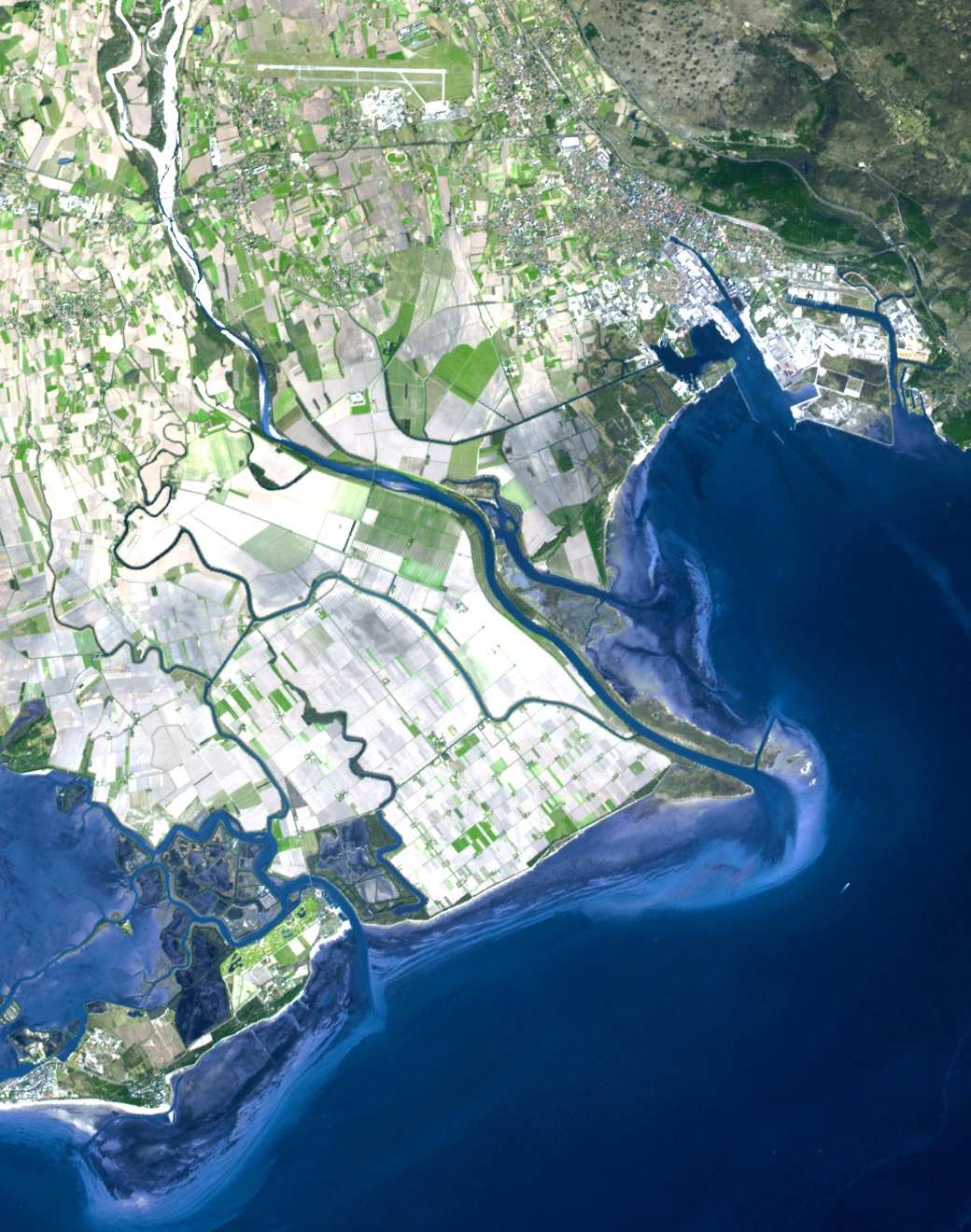
イゾンツォ川下流域
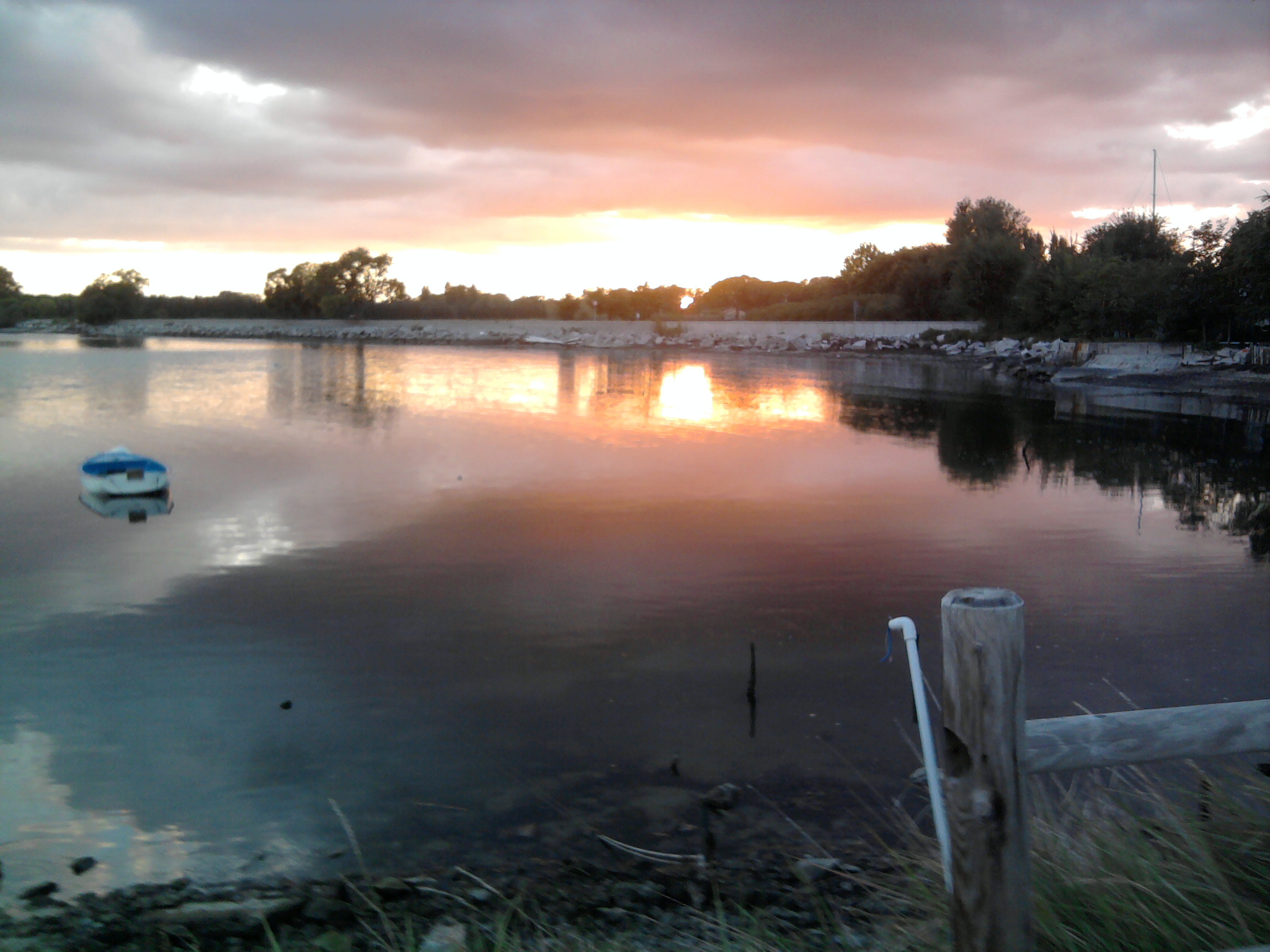
パンツァーノ・バーニ

## 歴史

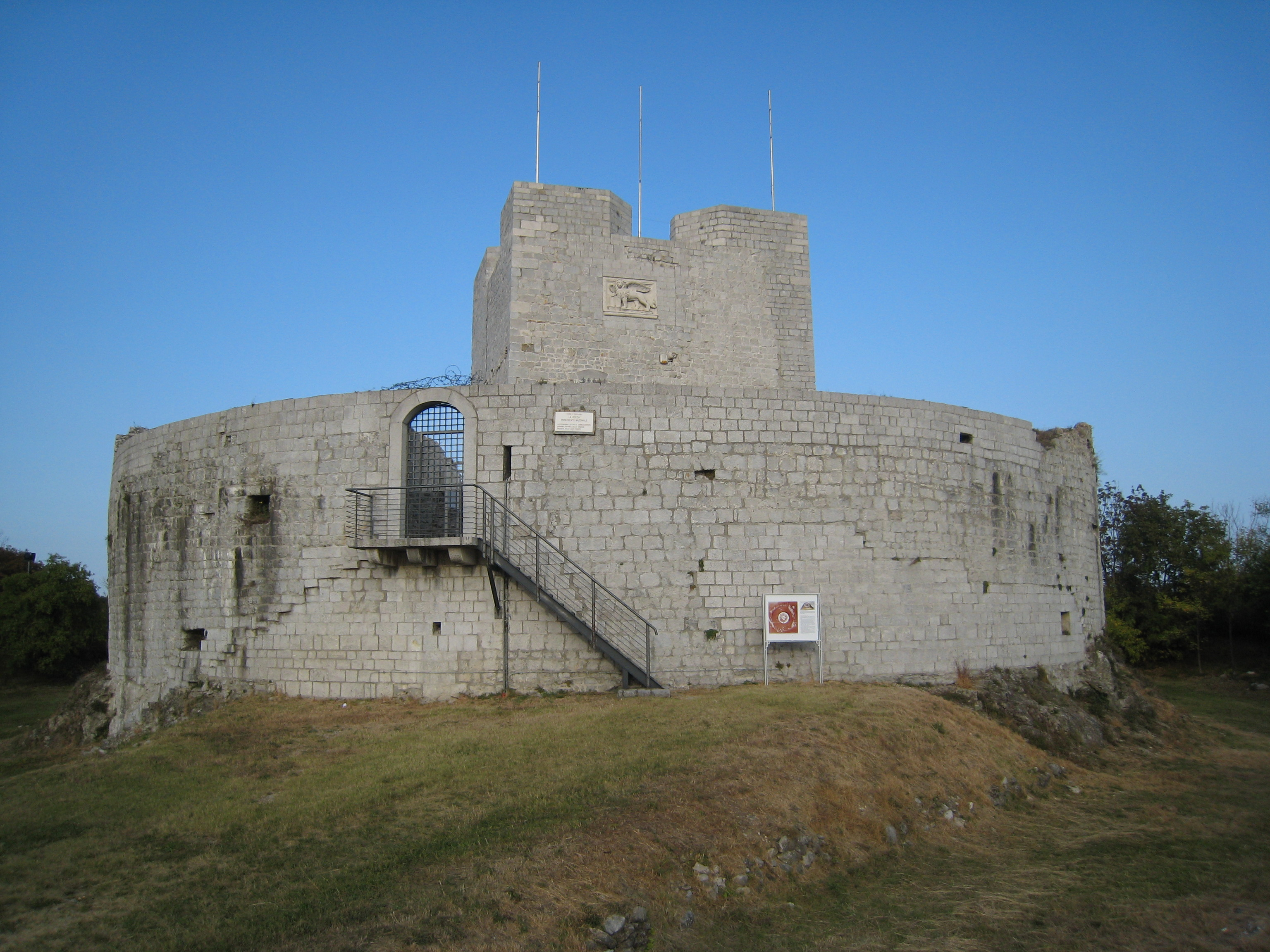
La Rocca

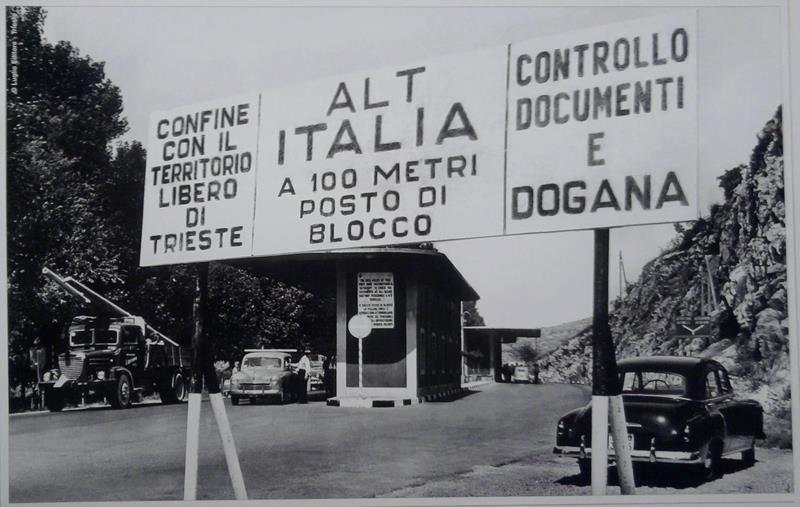
トリエステ自由地域との国境チェックポイント

先史時代の要塞化した集落の遺跡がある。ローマ時代の紀元前181年、植民都市アクイレイアが建設されると、丘の上に Insulae Clarae と呼ばれるいくつかの建物が建てられた。
西ローマ帝国の崩壊後、東ゴート王国、西ローマ帝国、ランゴバルド王国、フランク王国の支配を経て、967年にアクイレイアの総大司教領となった。
1420年、ヴェネツィア共和国が3度の戦争の末にモンファルコーネを統治下に収めた。1511年にフランスによって攻め落とされた後、ヴェネツィアによる奪回、ハプスブルク家のマクシミリアン1世による占領を経て、1521年にヴェネツィアが再奪回し、以後1797年にヴェネツィア共和国がナポレオンによって解体されるまでその領域にあった。
ウィーン会議後、ハプスブルク君主国（オーストリア帝国）の領土となる。
第一次世界大戦中、イゾンツォ川流域はイタリア王国とオーストリア＝ハンガリー帝国による激しい争奪の舞台となった（イタリア戦線参照）。モンファルコーネは1915年にイタリア軍が占領するが（第一次イゾンツォの戦い）、1917年のカポレットの戦いでオーストリアが奪回した。第一次世界大戦の休戦後、イタリアが再び占領下に置き、1920年に正式にイタリア領となった。
第二次世界大戦後、1954年までは、イタリア共和国とトリエステ自由地域の「国境」であった。

## 社会

### 産業・経済
イタリアを代表する造船会社フィンカンティエリの造船所をはじめ、船舶・航空機・織物・化学・石油精製などの工場がある工業都市である。

## 住民

### 人口
コムーネの人口は県内第2位、州内第5位（トリエステ・ウーディネ・ポルデノーネ・ゴリツィアに次ぐ）の規模である。周辺地域も含めた都市圏の人口は5万人に達し、県都ゴリツィアを上回る。

#### 居住地区別人口
国立統計研究所（ISTAT）は居住地区（Località abitata）別の人口として以下を掲げている。統計は2001年時点。
| 地区名       | 標高  | 人口   | 備考                                                   |
| ------------ | ----- | ------ | ------------------------------------------------------ |
| MONFALCONE   | 0/140 | 26,393 |                                                        |
| MARINA JULIA | 1     | 330    |                                                        |
| MONFALCONE * | 7     | 25,877 | ロンキ・デイ・レジョナーリおよびスタランツァーノに連続 |
| Case Sparse  | -     | 186    |                                                        |

- ISTATは人口統計上、家屋密度の高い centro abitato （居住の中心地区）、密度の低い nucleo abitato （居住の核となる地区）、まとまった居住地区を形成していない case sparse （散在家屋）の区分を用いている。上の表で地名がすべて大文字で示されているものが centro abitato である。「*」印が付されているのは、コムーネの役場・役所 la casa comunale の置かれている地区である。

## 姉妹都市
- ノイマルクト・イン・シュタイアーマルク（ドイツ語版）（オーストリア）1989年
- ガッリーポリ（イタリア・プッリャ州レッチェ県）

## 交通

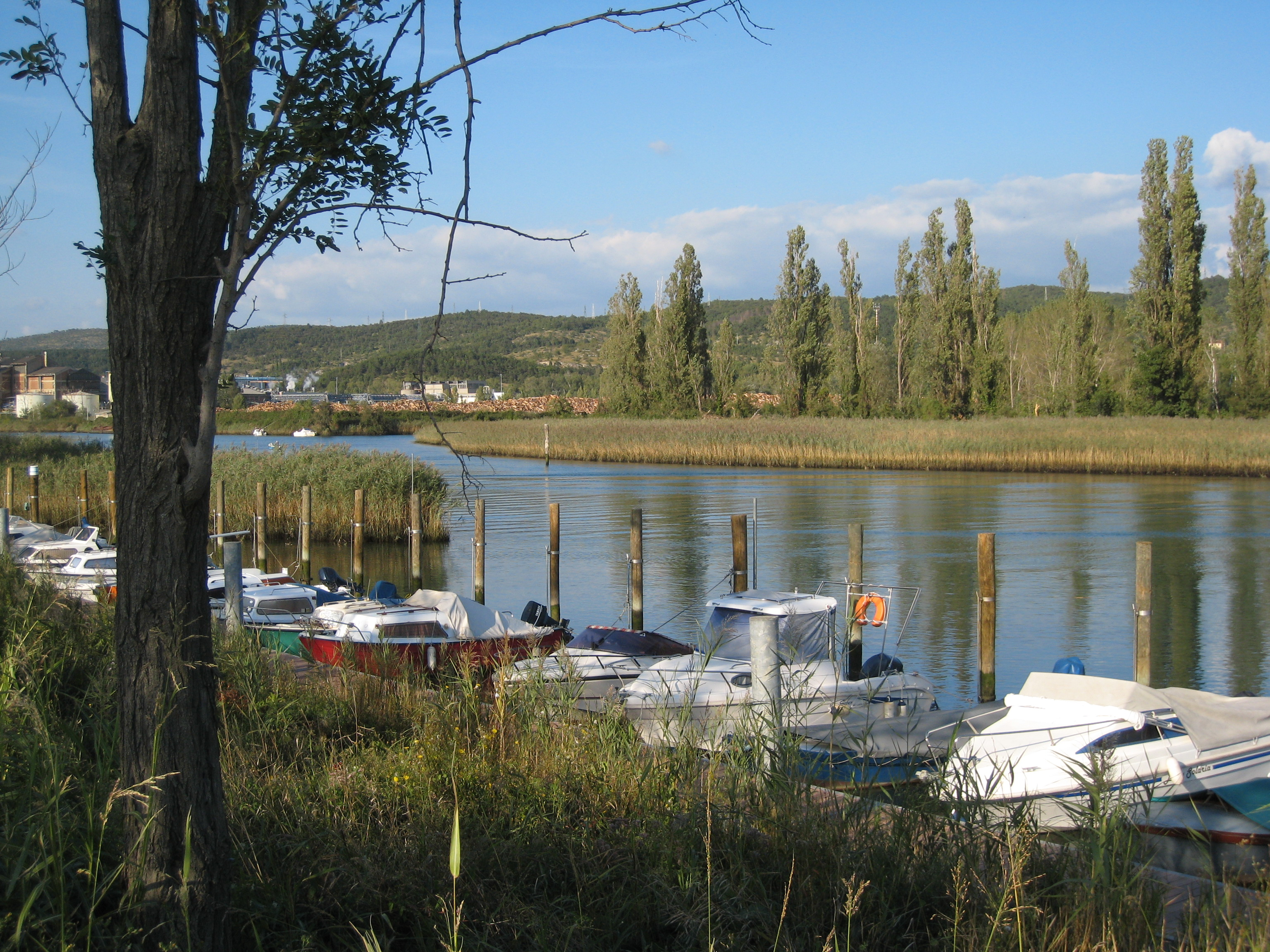
locovaz運河

### 鉄道
- ウーディネ＝トリエステ線
モンファルコーネ駅 (it:Stazione di Monfalcone)
- ヴェネツィア＝トリエステ線 (it:Ferrovia Venezia-Trieste) 
モンファルコーネ駅

### 道路
高速道路
- A4 (it:Autostrada A4 (Italia))

国道
- SS14 (it:Strada statale 14 della Venezia Giulia)
- SS55 (it:Strada statale 55 dell'Isonzo)
- SS305 (it:Strada statale 305 di Redipuglia)

### 港湾
- モンファルコーネ港 (it:Porto di Monfalcone)

## 人物

### 著名な出身者
- ジーノ・パオリ（英語版） - シンガーソングライター

### ゆかりの人物
- エンリコ・トッティ（英語版） - 冒険家、軍事英雄。第六次イゾンツォの戦いにおいて、当地で戦死。
- アントニオ・サンテリア - 建築家。第八次イゾンツォの戦いにおいて、当地で戦死。